# 실재론
실재론(實在論)은 의식, 주관으로부터 독립된 실재를 인정하고, 그것을 올바른 인식의 목적 및 기준으로 보는 관점이다. 실재의 유사성은 인정하지만 이해의 정확도를 증명할 수 없기 때문에 이런 맥락에서는 관념론과 대조되는 견해로 볼 수 있다.

## 형이상학적 실재론
형이상학적 실재론은 실재가 인식주체 또는 인간의 인식과 독립하여 있다고 주장한다. 세계는 언어와 독립하여 있는 대상들과 성질들의 총체로 구성되어 있고, 진리는 기호와 세계와의 대응관계라는 것이다. 기호와 세계와의 대응관계에 대한 주장은 세계에 관하여 궁극적으로 참되고 완전한 기술을 할 수 있거나 최소한 어느 정도 수준까지의 근사참(approximate truth)까지는 기술할 수 있다고 믿는 의미론적 실재론으로 나아가기도 한다. 형이상학적 실재론과 관련이 깊은 또 다른 실재론으로는 인식론적 실재론이 있는데, 이는 인간 인식과 독립하여 존재하는 실재를 인간이 어느 정도는 알 수 있다는 입장이다. 일반적으로 실재론자들은 형이상학적 실재론과 의미론적 실재론, 인식론적 실재론을 모두 받아들이지만, 형이상학적 실재론을 옹호하는 데에 있어서 의미론적 실재론과 인식론적 실재론이 필요조건이지는 않다.

### 관념적 실재론과 중세의 보편논쟁
실재론은 관념론과 대립되지만, 보편개념의 실재를 인정한다는 의미에서는 반드시 대립되지 않는다. 중세시대의 보편논쟁은 "보편적인 것"이 실재한다고 보는 실재론(또는 "실념론 · 實念論")과 "보편적인 것"이 오직 이름뿐이라고 주장하는 유명론(nomialism)과의 대립이다.
당시 대부분의 신학자들이 실재론자였으며, 신(보편자)이 세상을 창조한 것으로 보았다. 에우리게나(Eurigena), 안셀무스(Anselmus), 기욤 드 샹포(Guillaume de Champeaux)가 대표적인 실재론자이다. 유명론자들은 "보편은 오직 실재 뒤에 존재한다"(universals exist only 'post res')라고 보았으며 대표적인 사람으로 로스켈리누스(Roscellinus)와 아벨라르두스(Abaelardus), 그리고 오캄이 있다.

### 플라톤의 실재론적 이데아
플라톤의 이데아 개념은 보편개념의 실재를 이야기한다는 점에서 관념적 실재론이라고 할 수 있다. (그러나 플라톤의 이데아 개념은 관념론적인 것이므로 보통은 실재론에 반대된다고 생각된다)플라톤은 이념의 세계와 현상의 세계를 구분하고, 이념의 세계를 다시 수학적인 것과 이데아로 구분한다. 지성에 의한 앎과 인식으로 도달할 수 있는 이데아는 실재하는 것으로서, 현상의 세계는 이데아의 모방에 불과하다. 선의 이데아는 이데아의 완성으로서 모든 이데아를 초월하고 포괄하는 질적으로 다른 이데아이다

### 로크의 실재론과 그에 대한 비판
로크는 주체에 따라서 다르게 경험하는 빛깔, 냄새 등의 주관적 성질을 "제2성질"이라고 하고, 주체에 상관없이 모든 사람이 동일하게 느끼는 물리적인 연장, 고체성, 운동 등의 객관적 성질을 "제1성질"이라고 한다. 제2성질이 경험 안에 있다면, 제1성질은 물체 자체에 속하는 성질이다. 진리가 가능한 것은 바로 이 제1성질 때문이다. 제1성질이 동일하게 경험되는 이유는 사물들이 그런 성질을 타고났기 때문인데, 이는 일종의 "본유성질"이다. 로크의 제1성질은 실재하는 것이며, 이 실재의 대상은 모든 사람의 공통된 경험가능성에 놓인다는 점에서 이전의 관념적 실재론과 달리 경험적 · 유물론적이다. 이러한 태도는 근대과학의 영향으로 볼 수 있다.
그러나 이러한 제1성질이 유독 물질 그 자체에 속하는 객관적 성질이라고 볼 수 없다는 비판들이 이후 제기된다. 버클리는 경험되지 않는 성질이란 알 수 없는 성질이고, 알 수 없는 성질이 있다고 하는 것은 모르는 것을 안다고 하는 것과 마찬가지라고 하면서 제1성질의 객관성을 비판한다. 근대과학에 의해서도 경험적 실재인 제1성질은 심리적 착각이나 경험적 추상의 소산으로 비판받는다.

### 칸트의 실재론
칸트는 경험적 대상인 "제1성질"을 포함한 경험적 인식의 대상을 모두 "현상"이라 정의하고, 인식가능성을 초월한 "물자체"(Ding an sich)를 상정한다. 우리는 감각 기관을 통해 대상을 인식하는데 여기에서는 필연적으로 왜곡이 일어날 수밖에 없다. 결국 우리가 알 수 있는 것은 현상뿐이며, 사물자체를 인식하는 것은 불가능하다고 칸트는 본다. 칸트에게 실재는 물자체이지만, 그것을 인식가능의 영역에서 배제하는 대신 현상을 파악하는 우리의 인식체계를 문제 삼음으로써 진리의 문제설정을 바꾼다. 즉, 진리를 대상에서 찾는다면 인식 불가능한 실재인 "물자체"에 대해 우리는 결코 알 수 없으므로 진리를 얻을 수 없으며, "현상"을 우리의 감각 기관은 끊임없는 왜곡으로 받아들이므로 마찬가지로 진리를 얻을 수 없지만, 진리를 주관(주체)의 판단형식에서 찾는다면 우리는 현상을 파악하는 우리의 인식을 알 수 있게 된다. 이것을 칸트는 스스로 "코페르니쿠스적 전회"라고 지칭한다. 칸트의 물자체는 이후 다양한 실재론의 입장들을 야기한다.

## 과학적 실재론
과학적 실재론은 두 가지 측면에서 형이상학적 실재론과 입장을 공유한다. 하나는 "우리의 인식방식에 영향을 받지 않는 객관적 세계가 독립적으로 존재 한다"는 것이고, 다른 하나는 "회의주의에 반대하여 합리적으로 승인할 수 있는 진리의 기준이 있다"는 것이다. 그러나 실재의 영역 · 대상을 설정하는 것에서 형이상학적 실재론과 차이가 난다. 과학적 실재론의 이론적 대상은 경험적 세계의 구체적이고 물리적인 실재이다. 또한 과학적 실재론은 지각대상 전반의 실재성이나 관찰진술 자체의 진리성을 문제 삼지 않는다. 그것은 전자(電子)나 유전자(遺傳子)와 같은 이론적 대상이 지각대상만큼 실재하는지, 그리고 이론적 진술체계가 일상적인 관찰진술만큼 진리성의 기준을 획득할 수 있는지를 문제 삼는다. 이런 점에서 과학적 실재론은 근본적 실재론이 아니다. 사건들 사이의 인과관계와 귀납적 추리의 정당성을 이미 전제하고 있는 과학적 실재론은 철학적 실재론과 다른 층위의 개념이다. 과학적 실재론의 전제들을 철학적 실재론의 기준에서 바라보기 시작하면 과학적 실재론은 처음부터 의미 있게 제기될 수 없게 된다. 관찰, 실험 등 과학적 실행 자체가 수행되지 못하거나, 경험적 확인절차를 거친 원리나 법칙들이 다시금 철학적 논의의 대상이 되어야 하기 때문이다.

## 내재적 실재론
힐러리 퍼트남(Hilary Putnam)에 의해 제시된 개념으로서, ①내재주의적 관점 ②개념적 상대성의 인정 ③개념(언어)체계에 대한 "외부"로부터의 제약을 인정 ④상대주의에 대한 비판 · 거부 ⑤합리성 옹호를 특징으로 한다. 퍼트남은 객관주의가 일종의 실재론적 관념에 근거하고 있으며, 이때의 실재론은 "우리의 정신과 독립되어 있는 실재"를 의미한다고 말한다. 반면 상대주의는 반 실재론적 관념과 관련되어 있다고 그는 본다. 객관주의를 거부하는 퍼트남에게 우선적인 과제는 실재론을 논파하는 것이다. 하지만 그런 과정에서 반 실재론 적이고 상대주의적인 성격을 띠게 되는 경향을 그는 동시에 경계한다. "무엇이든 된다"라는 식의 상대주의에 빠지지 않는 방법을 보임으로써 제3의 입장을 정립하는 것을 퍼트남은 시도한다.

## 비판적 실재론
비판적 실재론은 과학을 이해하기 위한 철학적 접근 방식으로, 로이 바스카(Roy Bhaskar) (1944–2014)에 의해 주창되었다. 비판적 실재론은 일반적인 과학철학 (초월적 실재론(transcendental realism))과 사회과학 철학 (비판적 자연주의(critical naturalism))의 결합으로 구성된다. 비판적 실재론은 과학을 인과적 기제(causal mechanism)들을 식별하는 것과 관련한 것으로 간주함으로써 경험주의와 실증주의에 특히 반대한다. 또한 사회과학의 맥락에서 과학적 조사는 칼 마르크스의 저작과 유사한 방식으로 사회적 배치(social arrangement)와 사회제도(social institution)들에 대한 비판으로 직결될 수 있다고 주장한다. 

## 반 실재론
반 실재론이란 개념은 더미트(Michael Dummett)가 "실재론"의 문제를 언어철학적 관점에서 다루려는 의도에서 도입한 것이다. 반 실재론은 한 문장이 증명이나 검증될 수 있을 때에만 진리라고 생각하는 것으로서, 검증도 위증도 되지 않은 경우 진리치의 공백을 허용한다. 문장의 진리성은 정당화의 조건에 의존한다는 의미에서 실재는 이론에 의존한다. 반 실재론은 배중률을 거부하는 것이지, 실재론 자체에 반대되는 것은 아니다.

## 같이 보기
- 소박실재론
- 과학적 실재론
- 비판적 실재론

## 참고 문헌
- 이 문서에는 다음커뮤니케이션(현 카카오)에서 GFDL 또는 CC-SA 라이선스로 배포한 글로벌 세계대백과사전의 내용을 기초로 작성된 글이 포함되어 있습니다.
- 이진경 저, 철학과 굴뚝청소부, 그린비, 2003
- 한국분석철학학회편, 실재론과 관념론, 철학과현실사, 1993
- 노양진(미국일리노이대 박사과정) 저, 퍼트남의 내재적 실재론과 상대주의의 문제, 한국철학회, 철학, 제39집 1993.6